# Psychopsis
Genre
Psychopsis est un genre de plantes de la famille des Orchidaceae.

## Liste d'espèces
Selon ITIS (12 octobre 2021) :
- Psychopsis papilio (Lindl.) H.G. Jones

Selon World Checklist of Selected Plant Families (WCSP) (12 octobre 2021) :
- Psychopsis krameriana (Rchb.f.) H.G.Jones (1975)
- Psychopsis papilio (Lindl.) H.G.Jones (1975)
- Psychopsis sanderae (Rolfe) Lückel & Braem (1982)
- Psychopsis versteegiana (Pulle) Lückel & Braem (1982)

Selon NCBI (12 octobre 2021) :
- Psychopsis barnardi Tillyard, 1925
- Psychopsis coelivaga (Walker, 1853)
- Psychopsis insolens McLachlan, 1863
- Psychopsis margarita Tillyard, 1922

Selon Tropicos (12 octobre 2021) (Attention liste brute contenant possiblement des synonymes) :
- Psychopsis krameriana (Rchb. f.) H.G. Jones
- Psychopsis latourae (Broadway) H.G. Jones
- Psychopsis limminghei (Morren ex Lindl.) M.W. Chase
- Psychopsis papilio (Lindl.) H.G. Jones
- Psychopsis sanderae (Rolfe) Lückel & Braem
- Psychopsis versteegiana (Pulle) Lückel & Braem